# Замостье (Ярославская область)
Замостье — деревня в Большесельском сельском поселении Большесельского района Ярославской области.

## Население
По данным статистического сборника «Сельские населенные пункты Ярославской области на 1 января 2007 года», в деревне Замостье проживает 1 человек.  По топокарте на 1973 год в деревне проживало 7 человек.

## География
Деревня расположена к югу от районного центра Большое Село, на левом западном берегу реки Молокша, левого притока Юхоти. По южной околице деревни протекает небольшой ручей, приток Молокши, который отделяет от Замостье деревню Баскачи. Напротив Баскачей на правом берегу Молокши стоит деревня Противье, через которую вдоль правого берега Молокши проходит дорога к Большому Селу. Выше Баскачей по течению, в 2 км к югу стоит деревня Козлово, а к северу от Замостья, вниз по течению деревня Токариново, через них по левому берегу Молокши идёт просёлочная дорога. Деревня Замостье стоит на небольшом поле, окружённом лесами. В заболоченном лесу в 2 км к северо-западу от Замостья находится исток реки Сдериха, левого притока Юхоти.